# Gérard Detourbet
Gérard Detourbet, né le 28 septembre 1946 à Paris et mort le 5 décembre 2019 à Paris, est un ingénieur de la Régie Renault.
Il est plus particulièrement connu pour avoir donné naissance à la gamme low-cost du constructeur automobile: Dacia Logan, Dacia Duster, Renault Kwid, etc.